# Долганы (Витебская область)
Долганы — деревня в Городокском районе Витебской области Белоруссии. Входит в состав Межанского сельсовета.
Находится примерно в 1 км к востоку от более крупной деревни Межа.

## Население
- 1999 год — 28 человека
- 2010 год — 39 человек [3]
- 2019 год — 11 человек [1]

## Культура
Известный фольклорный коллектив «Варган» включил в свой репертуар песню записанную на основе фольклорных сведений из деревни Долганы. Песня «Мы Масьлінку дажыдалі» опубликована в 2016-м году.